# Lepidasthenia terraereginae
Lepidasthenia terraereginae är en ringmaskart som beskrevs av Monro 1931. Lepidasthenia terraereginae ingår i släktet Lepidasthenia och familjen Polynoidae. Inga underarter finns listade i Catalogue of Life.